# Faltona (Talla)
Faltona ist ein Ortsteil (Fraktion, italienisch frazione) der italienischen Gemeinde Talla in der Provinz Arezzo in der Toskana.

## Geografie
Der Ort liegt etwa 3 km nordwestlich des Hauptortes Talla, etwa 20 km nordwestlich der Provinzhauptstadt Arezzo und etwa 45 km südöstlich der Regionalhauptstadt Florenz. Der Ort liegt im Casentino am Osthang des Pratomagno bei 722 m s.l.m. und hatte 2001 219 Einwohner. 2011 waren es 212 Einwohner.  Die Fraktion Faltona besteht aus drei Ortschaften: Castelvecchio (Kirchort), Castelnuovo (etwa 1 km nördlich von Castelvecchio bei 816 m s.l.m.) und Villa (etwa 700 m östlich von Castelvecchio Richtung Talla).

## Geschichte
Erstmals erwähnt wurde der Ort 1161 in einem Dokument von Friedrich I., in dem er der Abtei von Capolona den Besitz über Faltona bestätigte. Später gehörte Faltona zum Teil zu den Besitztümern des Guido di Modigliana aus der Familie der Guidi, dann zu den Ubertini aus Castel Focognano. Bis 1808 gehörte Faltona zur Gemeinde Castel Focognano, seitdem ist es ein Ortsteil von Talla.

## Sehenswürdigkeiten
- Santi Lorentino e Piergentino, Kirche, die zum Bistum Arezzo-Cortona-Sansepolcro gehört. Am 25. Mai 1757 wurde sie vom Bischof von Arezzo zur Pieve erhoben.[7]
- Ponte di Annibale , Brückenruine über den Fluss Ginesso.[5] Entstand wahrscheinlich um das 13./14. Jahrhundert und wurde in den 1920er Jahren zur Ruine.[6]

Bilder von Faltona
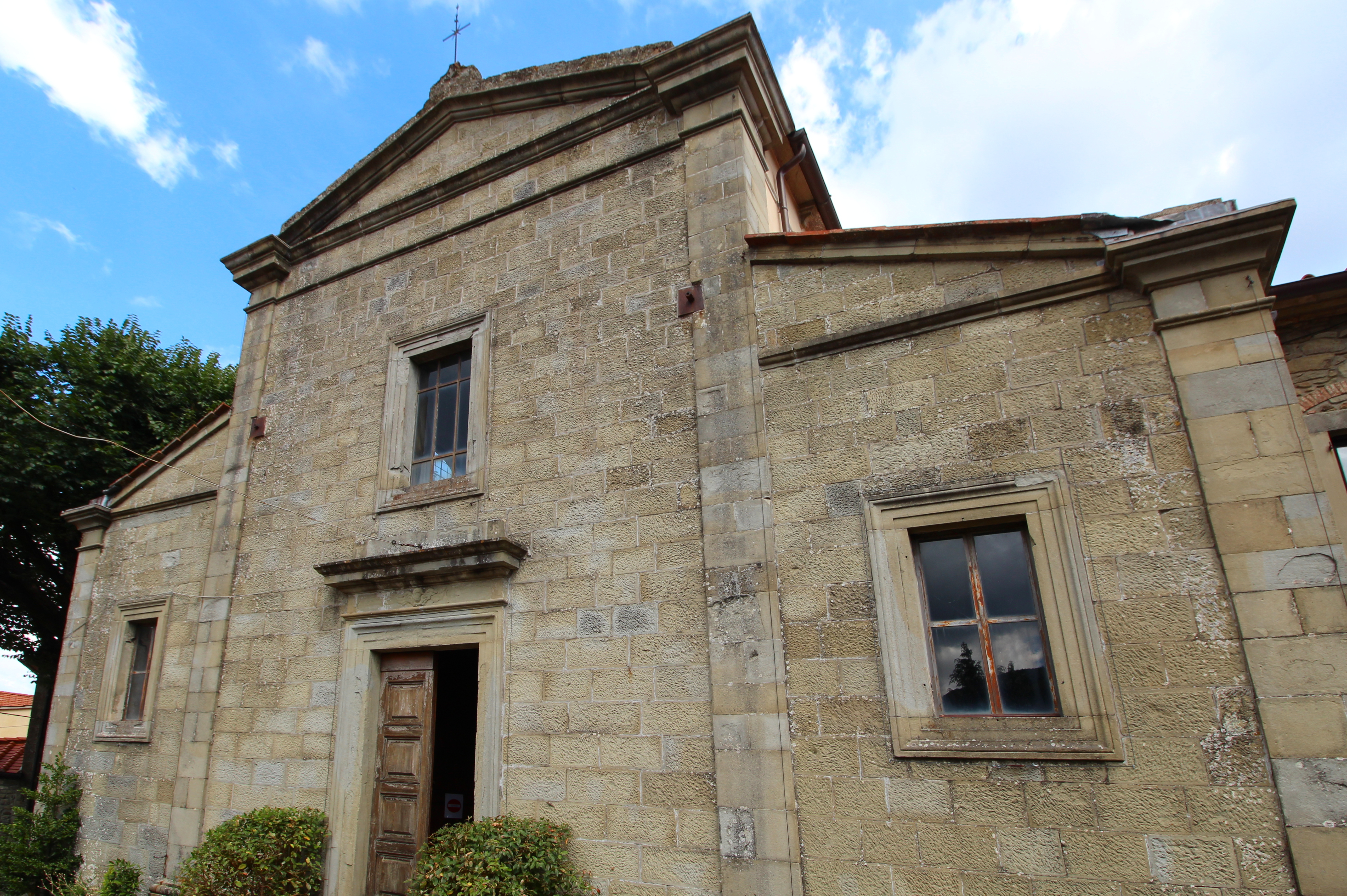
Die Kirche Santi Lorentino e Piergentino
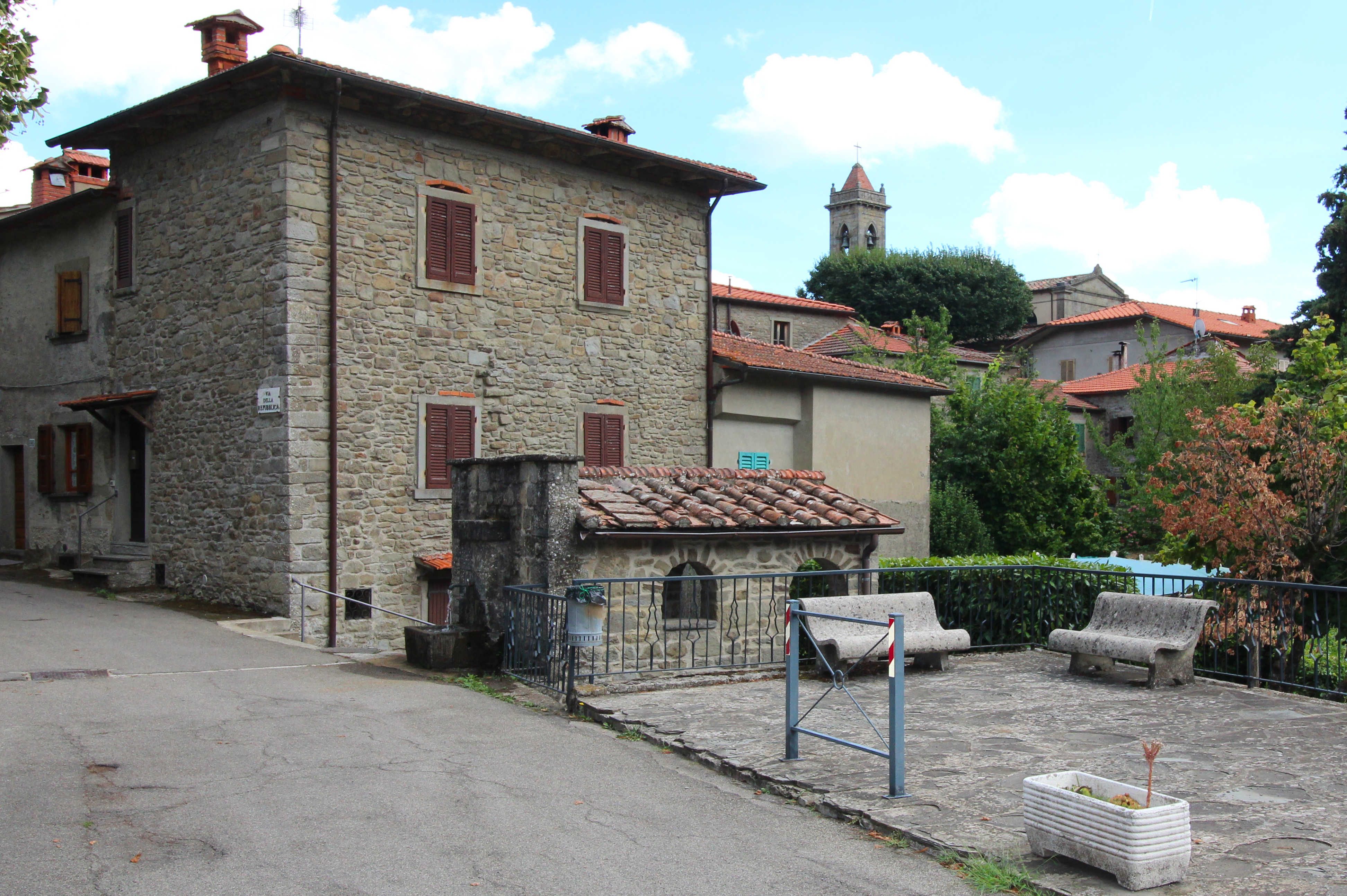
Ansicht von Faltona
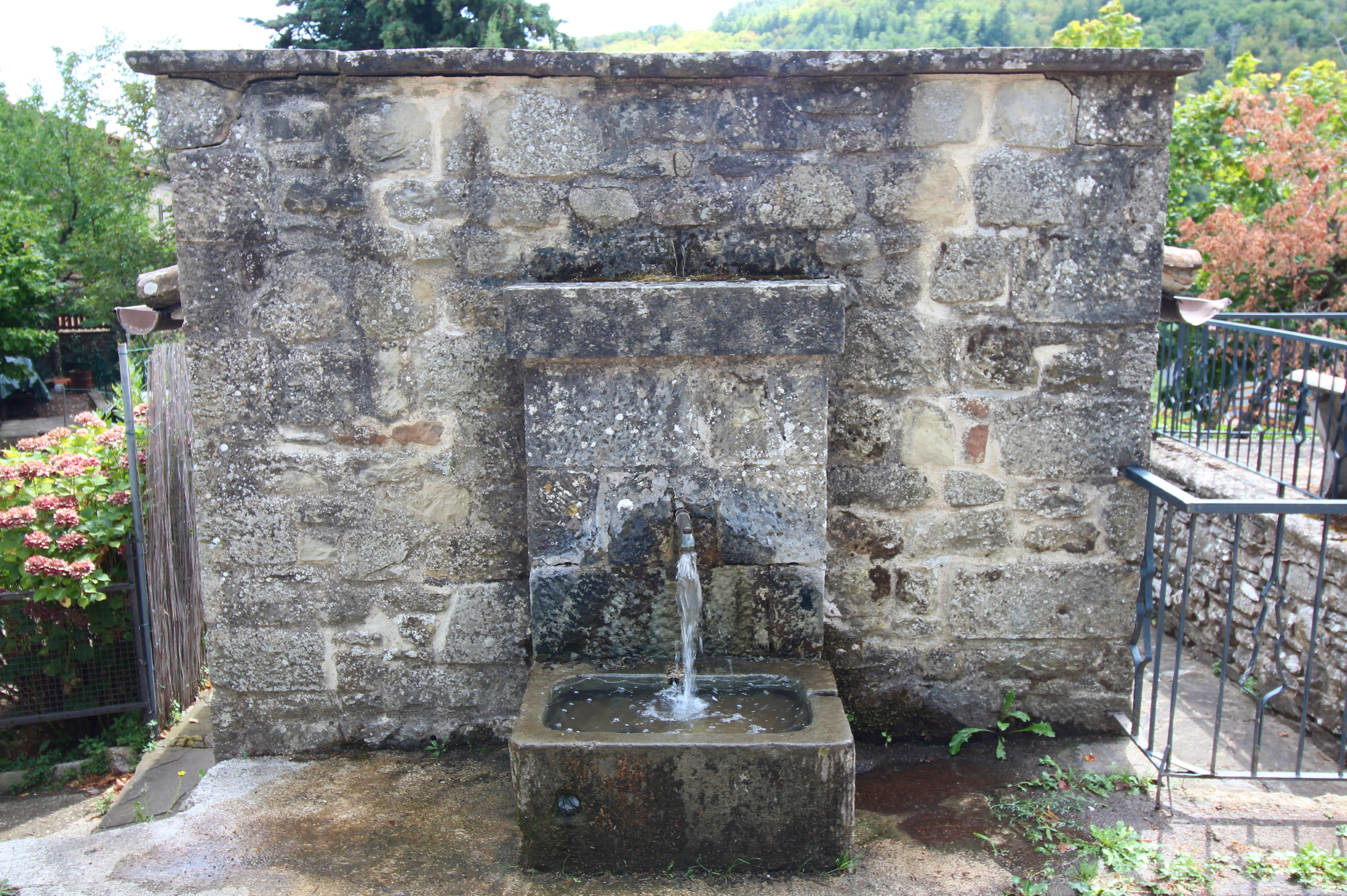
Der Brunnen von Faltona